# Deloitte
Deloitte Touche Tohmatsu Limited (kallas enbart Deloitte), är ett multinationellt revisions- och konsultnätverk som räknas till "big four", tillsammans med konkurrenterna Pwc, EY och KPMG.
Deloitte är världens största lednings- och strategikonsult och revisionsföretag, och enligt marknadsandel, det största företaget i de så kallade Big Four.

## Historia
Internationellt är Deloitte ett av världens största affärsnätverk med sina cirka 460 000 anställda. Deloitte har dock en lång historia av sammanslagningar av olika byråer bakom sig för att nå dagens position. Företaget brukar räkna sitt ursprung till tre olika byråer.
1845 grundade William Welch Deloitte en liten revisionsbyrå i centrala London. Deloitte kom att bli den första person någonsin att bli utnämnd till revisor i ett publikt bolag. 1880 flyttade Deloitte till New York för att öppna ett kontor. Under årens lopp har Deloitte fusionerats med flera mindre byråer, den största fusionen ägde rum 1952 då Deloitte, Haskins & Sells bildades efter ett samgående med den internationella revisionsbyrån Haskins & Sells.
Den andra revisionsbyrån som Deloitte räknar som en av sina tre ursprungliga är Touche Ross som bildades 1969 genom en sammanslagning av ett par internationella byråer. 
Tohmatsu Awoki & Co, den tredje av Deloittes ursprungliga byråer, grundades i Japan 1968 av en före detta amiral och slogs samman med Touche Ross redan 1975. 
1989 ägde den sista stora fusionen rum då Deloitte och Touche Ross amerikanska byråer gick samman. De flesta, dock inte alla, av de båda nätverkens internationella byråer följde exemplet och gick samman i olika länder runt om i världen. Deloitte har sedermera valt att förkorta sitt namn till dagens Deloitte.

## Deloitte i Sverige
Företaget har sitt ursprung från 1925 när Börje Dahlgren grundade en revisionsbyrå med samma namn. Fram till 1984 genomgick den en rad fusioner och dagens företag bildades det året som TRG Revision. De blev medlemmar i Deloitte i ett senare skede och fick sitt nuvarande namn i slutet av 1990-talet.
Vid Arthur Andersens internationella kollaps övertog Deloitte stora delar av Andersens svenska rörelse. Arthur Andersens tidigare vd Hans Pihl tog då över vd-rollen hos Deloitte. Idag arbetar Deloitte med kvalificerade revisionstjänster, analys och affärsrådgivning. Didrik Roos är vd för Deloitte Sverige. Det svenska huvudkontoret ligger i kvarteret Taktäckaren i Vasastaden i Stockholm.

## Organisation
Deloittes ursprungliga verksamhet var revision men med åren har företaget utvecklat sitt tjänsteutbud. Deloitte erbjuder i Sverige för närvarande tjänster inom följande områden.
| - Audit & Assurance är den avdelning som erbjuder och revisions- och redovisningstjänster. Inom Audit finns flera underavdelningar, bland annat Risk Advisory som arbetar med internrevision och revision av informationssäkerhet, samt BPS som erbjuder interimslösningar och projektstöd för ekonomiavdelningen. - Consulting är Deloittes konsultdel och erbjuder tjänster inom management, strategi, IT och outsourcing. - Tax är den avdelning inom Deloitte som arbetar med skatterådgivning. Avdelningen blev 2017 utnämnd till Sveriges bästa enligt International Tax Review. - Financial Advisory jobbar med värderingar, förvärv, avyttringar, fusioner och andra tjänster inom corporate finance. |

Några av Deloittes Sveriges klienter år 2016/17 är:
| - Tele2 - Atlas Copco - Volvo Personvagnar | - Swedbank - Telia Company - Investor | - Svenska Spel - LKAB - Rezidor |